# Les postres de l'alegria
Les postres de l'alegria (títol original en francès, Paulette) és una pel·lícula de comèdia criminal francesa del 2012 dirigida per Jérôme Enrico. Va escriure el guió en col·laboració amb Bianca Olsen, Laurie Aubanel i Cyril Rambour. S'ha dit que la trama es basava en fets reals. S'ha doblat i subtitulat al català.

## Repartiment
- Bernadette Lafont com a Paulette
- Carmen Maura com a Maria
- Dominique Lavanant com a Lucienne
- Françoise Bertin com a Renée
- André Penvern com a Gunther
- Ismaël Dramé com a Léo
- Jean-Baptiste Anoumon com a Ousmane
- Axelle Laffont com a Agnès
- Paco Boublard com a Vito
- Aymen Saïdi com a Rachid
- Pascal N'Zonzi com el pare Baptiste